# Markić
Marchi (de Marchi, Markić), splitska plemićka obitelj podrijetlom s otoka Brača koja se doselila u Split potkraj 16. stoljeća. Godine 1671. primljeni su u gradsko plemstvo, a od 1698. godine imaju mletačku titulu conte. Izumrli su u muškoj lozi 1733. godine.

## Povijest obitelji
Podrijetlom su iz Bola na otoku Braču, odakle su se preselili u Split. Izgleda da je ta obitelj uvijek bila na glasu kao ugledna građanska obitelj. Prvi poznati član obitelji bio je Nikola koji je pripadao građanskom staležu. Njegovi potomci bili su primljeni u splitsko Veliko vijeće 1671. godine, a 1698. godine dobili su od Mletaka naslov conte. Bili su istaknuti trgovci, a potkraj 17. stoljeća istaknuli su se u borbama protiv Osmanlija u okolici Sinja, Knina, Čitluka, Imotskoga, Ljubuškog i Herceg Novoga.
Najznačajniji član obitelji bio je Ivan Petar (1663. – 1733.), jedan od utemeljitelja i prvi predsjednik splitske Ilirske akademije (Academia Illyrica ilitivan slovinska), osnovane u Splitu početkom 18. stoljeća. Oporukom iz 1731. ostavio je sav je posjed obitelji, zajedno s bogatom knjižnicom, jednom od sinova svoje nećakinje Vicence i Ivana Martinisa iz Bola na Braču. Njegovi potomci čine obitelj Martinis-Marchi. 1728. godine konzervatori grada Rima potvrdili su Ivanu Petru Markiću diplomom rimsko plemstvo.

## Vanjske poveznice
- Marchi Hrvatska enciklopedija